# Pichou
Pichou (* 1597 in Dijon; † 1631 in Paris) war ein französischer Dramatiker.

## Leben und Werk
Pichou war in den Jahren 1629–1631 der Verfasser dreier Tragikomödien, die im Theater des Hôtel de Bourgogne aufgeführt wurden. Man weiß von ihm nur noch, dass er von Henri II. de Bourbon, prince de Condé und dann von Gaston de Bourbon, duc d’Orléans protegiert wurde und dass er 1631 durch ein Gewaltverbrechen starb. Seine Stücke liegen in modernen Ausgaben vor.

## Werke
- La Filis de Scire. Comédie-pastorale, tirée de l’italien. F. Targa, Paris 1631. (nach Filli in Sciro = „Phyllis auf Skyros“ von Guidobaldo Bonarelli, 1563–1608, hier 1607) (Vorwort von Isnard), auch in: Marc Vuillermoz (Hrsg.): Les idées du théâtre. Paratextes français, italiens et espagnols des XVIe et XVIIe siècles. Droz, Genf 2021, S. 437–446.
- Les folies de Cardenio. Tragi-comédie. Autres oeuvres poétiques 1630–1629. Hrsg. Jean-Pierre Leroy. Droz, Genf 1989. (nach Cervantes)
- L’infidèle confidente. Tragi-comédie, 1631. Hrsg. Jean-Pierre Leroy. Droz, Paris 1991.